# 猿馆贡
猿馆贡（日语：／ Sarudate Mitsugu，1962年12月18日—），日本男子自行车运动员。他曾代表日本参加1982年亚洲运动会自行车比赛，获得一枚金牌。他也曾参加1984年夏季奥林匹克运动会。